# 경기시나위오케스트라
경기 시나위오케스트라는 (재)경기아트센터 소속의 한국 전통음악 관현악단으로, 2020년에 경기도립국악단에서 명칭이 변경되었다.

## 창단

### 창단배경
1. 문화정책 목표와 방향의 반영: 김영삼 정부의 취임(1993년 2월) 이후 '품위있는 민족문화'라는 문화부문 공약 하에 문화체육부를 창설하고, '유네스코 세계문화발전 10개년 계획(1998)'의 기본 이념에 따라, '신한국 문화 창달 5개년 계획'을 수립하였다. 정책 목표는 규제에서 자율로, 중앙에서 지역으로, 창조계층에서 향수계층으로, 분단에서 통일로, 보다 넓은 세계였다. 이에 따른 사업계획으로는 민족정기의 확립, 지역문화 활성화와 문화복지 균점화, 문화창조력 제고와 문화환경 개선, 문화산업 개발과 기업문화 활성화 지원, 한겨레 문화 조성과 우리 문화의 세계화였다. 당대 문화정책의 기조는 국민문화향수권의 확대이자 문화민주주의의 실현였다.
2. 지방자치제의 실현과 광역단체장의 문화 마인드: 1995년 4대 지방선거(6.27)가 동시에 실시되면서 지방분권과 권력균점을 골자로 하여 각 지역의 문화가 개성을 가지고 다원화할 수 있는 기반이 마련되었다. 특별시와 광역시는 문화산업 육성과 문화수요 창출에 집중한 반면, 도(道)는 문화예술회과, 문화예술교육연구기관의 설립, 전통예술지원확대에 정책 우선순위를 두었다. 당시 이인제 경기도지사는 경기도의 문화청사진으로 지역에 근거한 전통예술 활성화를 공약으로 밝혀 주목되었다. 문예기금 100억원으로 '경기문화재단' 설립, 1996년 경기도립국악단의 창단을 위한 12억 예산 배치 등등의 내용이다.
3. 전통음악의 역사성과 경기민요의 존재: 이천, 여주, 광주에는 도예문화 지원 확대 및 '세계도자기축제' 개최 등, 지역의 특성을 살려 독자적인 문화활동을 활성화시킴으로써 지역민의 삶의 질을 높이고 나아가 지역문화의 정체성 확립과 자부심 향상을 계획하였다. 경기도립국악단 창단 계획의 이면에는 경기도의 음악유산인 경기민요가 지역문화의 정체성을 확보하고 문화적 경쟁력을 제고할 수 있는 우수한 자원이라고 판단이 있었다. 그리고 경기도민의 예술생산과 향수의 권리와 환경을 보장하기 위하여, 전통음악 자체의 뿌리와 역사, 국악인들의 노력이 그 저변을 형성하고 있었기 때문에 경기도를 대표하는 국악단체로서 창단될 수 있었다.

### 창단과 조직
현 시나위오케스트라의 전신인 경기도립국악단은 1996년 8월 20일 창단하였다. 이인제 경기도지사의 문화공약 발표 이후, 예술감독 선임과 단원 오디션 등의 1년여의 과정을 거쳐, 초대 이준호 예술감독과 곽태헌 단무장, 채주병 현악악장, 안성우 관악악장, 김혜란 민요악장이 8월 1일자로 선임되었다. 그리고 김정집 피리 수석과 박영미 가야금 수석, 강은일 해금 수석 등이 다른 단원들과 함께 8월 20일자로 입단하였다.
예술감독을 포함하여 총 55명의 단원은 3명의 현악, 관악, 민요 악장과 피리 7명, 대금 6명, 소금 1명, 해금 8명, 아쟁 1명, 거문고 6명, 가야금 7명, 타악 4명, 민요 5명, 정가 2명, 그리고 단무장, 악보, 홍보, 악기 등 각 1명으로 구성되었다. 총 60명 정원에 55명으로 시작한 국악단은 1998년에 65명, 2002년에 80명으로 증원되었다. 모두 상임단원으로 활동하면서도 매해 내외부 심사위원을 위촉한 오디션을 거침으로써 지속적인 기량향상을 위한 노력을 기울이고 있다.

## 공연활동과 운영방향

### 1996-1999: 경기소리의 활성화와 악단의 개성구축
창단공연은 1996년 11월 21일 경기도문화예술회관에서 열렸다. 이준호 예술감독의 지휘로 진행된 연주곡목은 1. 대취타, 2. 거문과와 가야금을 위한 일출(정대석 위촉곡), 3. 경기잡가-유산가(묵계월, 이은주), 산타령(지화자 외 14명), 4. 보러자, 5. 우리 비나리(이준호 위촉곡), 6. 방아타령을 주제로 한 해금협주곡(김영재 작곡), 7. 경기축전서곡(이상규 위촉곡)이었다. 이상규 작곡의 <경기축전서곡>은 경기도립국악단의 창단을 축하하는 곡으로 한명희 교수의 축시에 의한 합창, 민요독창, 민요합창으로 구성되어, 성악과 관현악곡이 어우러진 작품이다. 이준호 작곡, 구히서 작시, 김혜란 작창의 <우리 비나리> 또한 전통성악과 관현악을 접목한 작품이다. 또한 경기잡가의 원현과 함께 세련된 경기민요를 소재로 한 국악관현악곡 <방아타령을 주제로 한 해금 협주곡>의 배치는 경기민요의 현대적 계승의지를 담고 있다.
제2회 정기공연(1997. 4. 23)은 '김혜란의 서울굿과 경기소리'란 주제로 달거리, 방아타령, 사철가 등의 경기민요와 경기도당굿을 모체로 한 박범훈 작곡의 관현악곡 <경기굿을 위한 서곡, 신내림>을 연주하였다. 또한 서울굿 12거리 중 부정거리, 불사거리, 대감거리를 선보임으로써 경기도 가락을 보급하고 활성화하고자하였다. 제3회 정기공연(1997. 6. 4)은 전통음악을 새로이 편곡한 <신수제천>(김영동 편곡)과 <천년만세>(이상규 편곡)로 전통음악이 현대적으로 재창조된 연주를 보여주었다. 그리고 <가야금 삼중주를 위한 캐논, 자바>(백대웅 편곡)로 서양음악과 국악기의 접목을, <메나리조 주제에 의한 피리협주곡>(이강덕 작곡), <개량해금을 위한 관현악-바람>(이준호 작곡)으로창작 관현악곡의 독창성을 보여주었다. 1997년 8월 20일과 21일에 열린 창단 1주년 기념공연 '우리음악 대축제'는 전통음악과 창작음악, 재즈, 대중음악의 경계를 허물고 국악의 새로움과 현대적 재창조의 가능성을 실험하는 공연이었다. 전자 바이올리니스트 유진박, 비나리의 최고봉 이광수, 국악 가수 김용우, 가수 이선희, 육각수 등의 출연만으로도 관객들의 눈길을 끌었다. 또한 홍동기 작편곡의 <고구려혼>과 이준호 작곡의 <시선뱃노래>가 초연되었다.
제4회 정기공연(1997. 11. 19~20)은 창작곡으로만 연주했다.김희조의 <산조주제에 의한 합주곡>, 국악관현악과 민요창이 어우러지는 박범훈 편곡의 <정선아리랑>, 중국의 전통 악기 이호와 비파가 국악관현악과 어우러지는 이준호 작곡의 <바람>, 유문금 작곡의 <동방지혼>, 이준호 초연곡인 생황협주곡 <풍향>으로 구성하였다. 이 해에는 이준호 감독이 'KBS 국악대상' 작곡가상을 수상하였고, 독일 세계음악 축제에 초청되어 한국을 대표하는 연주단으로 역할하였다. 제4회 정기공연(1998. 4. 23)은 김덕수패 사물놀이의 협연으로 박범훈 작곡 <사물놀이와 국악관현악을 위한 협주곡-신모듬> 전악장이 연주되었다. 제6회 정기공연(198. 6. 2)에서는 처음으로 종묘제례악과 가곡을 연주하였고, 경기민요인 장기타령과 경기민요를 주제로 한 박일훈 작곡의 <율(律)을 위한 가락>을 연주하였다. 제7회 정기공연(1998. 9. 4)은 '창작음악과 경기민요의 밤'으로 과천시민회관에서 열렸다. 경기민요 7곡과 민요주제에 의한 관현악 <어랑어랑>(박범훈 작곡) 그리고 전통놀이를 소재로 한 관현악곡 <축체>(이준호 작곡)가 초연되었으며, 풍물굿패 '몰개'의 협연으로 <신모듬> 3장이 연주되었다. '전통음악과 창작음악의 밤'이란 제목으로 공연한 제8회 정기공연은 함령지곡, 평시조, 생소병주 수룡음, 경기민요와 <만선>, <신모듬> 등으로 꾸며졌다.
제9회 정기공연(1999. 4. 22)에는 경기민요와 경기산타령을 편곡한 김희조의 <선소리 산타령>, 안성우 관악악장이 작곡한 <황톳길>, 이준호 감독이 편곡한 <이생강류 산조를 위한 국악관현악>이 연주되었다. 제10회 정기공연(1999. 6. 2)은 '삶, 6월, 우리들의 노래'라는 제목으로 서울, 경기지역의 음악성이 잘 드러나도록 작곡한 김성경의 <인왕소묘>, 국악기와 서양악기의 접목을 시도한 김대성의 <선부리>, 김영동의 국악가요, 대중가수 여진의 인기곡, 경기민요 등이 어우러졌다. 제11회 정기공연(1999. 10. 14)은 경기민요 9곡과 세 편의 창작곡으로 꾸며졌다. 특히 현 예술감독으로 재직중인 원일 작곡의 <바람곶>과 이명욱 작곡의 <가야금과 국악관현악을 위한 꼬마각시>가 초연 위촉곡으로 발표되어 창작음악의 진흥에 지속적인 관심을 기울였다. 12회 정기공연(1999. 11. 17)은 '협연의 밤'으로 김미숙, 황규남, 신영희, 김덕수 사물놀이와 같은 외부의 뛰어난 예술가들과 협연하였다.
이 밖에도 해마다 신춘국악대공연과 송년무대공연과 같은 절기 공연, 경기민요와 관현악과의 만남, 팔도민요로 꾸민 어버어날 효도음악회, 경기민요 기획공연, 청소년을 위한 특별공연, 상설공연, 초청공연, 순회공연 등 150회의 공연을 개최하였다. 1997년에는 경기도내 청소년을 대상으로 여름국악교실을 무료로 열었으며, 1998년부터는 여름, 겨울 두 차례씩 교사 대상의 국악연수 프로그램을 진행하였다. 이와 같이 창단 직후 몇 년간의 공연과 활동들은 국악 대중화의 기틀을 마련하는 데 바탕을 두고 경기민요의 활성화를 위한 노력과 함께 악단의 개성을 구축하는데 힘썼다. 이 시기에는 전통음악과 창작음악이 균형을 이루고 있으며, 늘 경기민요와 경기소리를 소재로 하여 현대적으로 작편곡된 창작곡을 안배하였다. 그리고 공연 때마다 두세 곡씩 창작곡을 위촉하여 초연함으로써 새로운 전통을 창조하고자하였다. 그리고 창작초연곡을 제1집 음반 (1997. 11)으로 내놓았다.

### 2000-2004: 창작음악의 실험과 개화
2000년도의 눈에 띄는 변화는 정기공연 횟수의 증가다. 이전의 두 배에 해당하는 총 8회의 정기공연을 하였다. 2000년도 정기공연의 큰 성과는 제19회(11. 23)와 제20회(12. 7) 정기공연으로 연이어진 '젊은 작곡가의 밤'이다. 김승근의 <합주곡 3번>, 원일의 <나비의 꿈>, 유은선의 <국악관현악을 위한 남사당놀이>, 계성원의 <광야>, 공우영의 <풍구소리 주제에 의한 국악관현악>, 김만석의 <25현 가야금과 관현악 '흥'>은 국악계의 주요 젊은 작곡가들의 초연곡이다. 김남조, 조병화 등 문학계의 대표적 시인들의 작품에서 얻은 감흥을 바탕으로 창작한 곡들로 한국문학과 전통적 선율의 조화라는 점과 모두 관현악곡이라는 점이 특징적이다.
또한 2000년에는 초대 이준호 상임지휘자가 행정상의 마찰로 12월 31일자로 퇴임을 하였고, 단원들의 청원과 도지사(당시 임창렬)의 판단으로 2001년 12월 11일자로 재취임하게 된다. 따라서 2001년에는 '명인의 밤'(4. 26)을 제외하고, 공연의 횟수나 연주회 형식의 변화는 거의 없이 기존의 틀을 유지하였다. 2002년에는 정기연주회를 10회로 늘려, '신년음악회', '명인초대석', '효도음악회', '우리가락 한마당', '청소년을 위한 우리음악여행', '대학생 협연의 밤', '가을음악여행' 등으로 정기공연 프로그램을 정착시켰다.
2004년에는 운영체제의 변화들이 있었다. 경기도문화예술회관이 재단법인화되면서 경기도문화의전당(당시 홍사종 사장)으로 이름을 바꾸었으며, 경기도립국악단은 경기도문화의전당 국악당 운영본부에서 위탁운영하게 되었다(경기도립예술단 설치 및 운영조례 제3조 2랑, 2004. 4. 12 개정). 그리고 연주공간의 변화가 있었는데, 7월 13일 경기도 국악당이 개관하여 (손학규 경기도지사 당시) 네 개의 예술단이 함께 상주하여 공간 이용의 부족함이나 국악보급을 위한 상설공연과 강습의 한계를 해소하였다. 또한 예술과 행정을 분리하여 국악단을 행정적으로 뒷받침하는 운영본부를 두어 국악단의 활동을 더욱 원활하게 하였는데, 이 때 악단의 기획과 운영을 총괄해오던 곽태헌 단무장이 국악당 운영본부장으로 취임하였다. 마지막으로, 창단부터 악단을 이끌어 온 이준호 예술감독이 그 해 12월에 KBS국악관현악단 상임지휘자로 옮겨가면서, 현악악장으로 활동해 온 채주병 악장이 예술감독을 대행하는 체제로 변경되어 운영되었다.
2004년 2월에는 위촉 관현악곡과 창작 성악곡, 편곡 민요 등 경기도립국악단의 창작음악과 인기곡을 집대성하여 CD 2장으로 구성하여 음반을 취입하였다. 또한 정기공연의 레퍼토리 시스템을 지향하는 한 편 200회가 넘는 순회공연으로 도민의 정서함양과 국악 보급을 위한 활동을 펼쳤다. 이처럼 이 시기는 정기공연을 정례화하여 정착시키고, '젊은 작곡가의 밤'을 기획하여 창작음악계의 무대가 되었고, 위촉은 하나의 경향이나 작곡가에 편중되지 않고 다양성을 추구하였다. 경기소리나 가락을 소재로 한 창작곡과 편곡도 계속 유지하여 경기소리를 활성화하는데 지속적 관심을 기울였다. '명인의 밤', '명창의 밤'은 악단의 연주수준을 높이는데 기여하였고, '대학생 협연의 밤'은 자라나는 국악세대를 발굴하고 육성하는데 일조하였다.

### 2005-현재: 대형 창작레퍼토리 개발과 세계화 지향
2005년에는 예술감독 겸 상임지휘자로 김영동을 맞이하였다. 김영동은 부산시립국악관현악단의 음악감독 겸 수석지휘자와 서울시국악관현악단의 상암지휘자를 역임하였다. 제55회 정기공연(2004. 11. 30)에는 음악 서사극 '토지'를 주제로 하여 박경리 원작의 대하소설을 이승하 대본, 김영동 작곡 및 연출로 재창조하였다. 이 작품은 1995년에 관복 50주년 기념공연으로 초연되었던 작품으로, 국악관현악, 연극, 노래가 어우러지고 합창이 극을 전개해나가는 대형작품으로 창극이나 서양 칸타타와도 구별되는 한국적 음악극으로 주목을 받았다. 2005년 가정의 달 특별공연으로 '창작 소리극' <춘향 내 사랑>(5. 22)도 실험적인 작품으로, 판소리 춘향가를 경기소리로 구성된 창극으로 재탄생시켰기 때문이다. 경기소리의 현대적 계승의 의미를 지닌다. 이러한 음악극 공연은 경기도립국악단 창단 10주년을 기념하는 제66회 정기공연(2006. 8. 17~20)인 <한네의 승천>으로 이어졌다. 1975년 오영진 원작의 희곡으로써, '극의 내용에 맞춘 음악의 부수적 역할 정도에 머물지 않고 본격적인 국악창작 음악극으로서 재창조'할 것이라는 김영동의 의도를 충실히 재현하였다. 현대적이면서도 대중적인 감수성에 밀착할 수 있는 작곡과 연주였다는 평가가 있다.
김영동 예술감독의 부임 이후 첫 번째 정기공연(제61회, 2005. 11. 9) '신시(神市)'는 국립국악원 예악당에서 열었다. <신시>는 고구려 국내성 고분에서 영감을 얻은 곡으로 총 5악장으로 이루어진 대작이다. 우리 민족의 소박한 삶과 발자취를 담아 1악장 다스름, 2악장 일신도, 3악장 월신도, 4악장 농신도, 5악장 신시로 구성되었다. 제63회 정기공연(2006. 3. 30~31)은 '김영동의 관현악-단군신화'로 '퓨전과 순수의 조우'를 마주하게 하였다. 양금, 신디사이저, 어쿠스틱 기타, 일렉트릭 기타, 훈과 같은 각국의 악기와 국악기의 퓨전으로 민족의식과 시대적 과제를 담아 웅장한 선율로 제시되었다. 외국의 전통악기와 국악기의 협연은 <바람의 소리>에 이어 국악이 세계음악으로서 지닐 수 있는 보편성을 실험하는 시도였다. 제65회 정기공연 '김영동의 동요-이런 나라에서 살고 싶어요'는 어린이를 위한 국악동요 공연으로 경기도 광주시 소년소녀합창단의 노래와 함께 연주하였다. 굿의 부정놀이 장단을 이용한 것에서부터 서구적 장단에 이르는 다양한 스타일의 노래나 신디사이저와 철가야금, 철현금 등의 개량악기가 전통악기와 조화를 이룬 점이 이 공연의 특색이다.